# Nestina
La nestina è una proteina dei filamenti intermedi (IF) di tipo VI. Queste proteine dei filamenti intermedi sono espresse soprattutto nel citoscheletro delle cellule nervose, dove sono implicate nella crescita radiale dell'assone. Sette geni codificano per le proteine del neurofilamento pesante (NF-H), medio (NF-M) e leggero (NF-L), nestina e alpha-internexin nelle cellule nervose, synemin alpha e desmuslin/synemin beta (due trascritti alternativi del gene DMN) nelle cellule muscolari, e syncoilin (anche nelle cellule muscolari).
I membri di questo gruppo di solito nei tessuti si assemblano preferenzialmente in eteropolimeri. Steinert et al. hanno dimostrato che la nestina forma in vitro omodimeri e omotetrameri ma non forma IF da sola. Nelle miscele, la nestina si assembla preferenzialmente con la vimentina purificata o con la proteina del IF di tipo IV internexin per formare eterodimeri coiled-coil.

## Struttura del gene
Strutturalmente, la nestina ha il dominio di testa (N-terminale) più corto e il dominio di coda (C-terminale) più lungo di tutte le proteine dei IF. La nestina ha un alto peso molecolare (240 kDa) con un terminale maggiore di 500 residui (comparato alle citocheratine e lamins con terminali minori di 50 residui).
Dopo aver clonato il gene umano della nestina in vettori plasmidici, Dahlstrand et al. determinarono la sequenza nucleotidica di tutte le regioni codificanti e di parte degli introni. Per stabilire i limiti degli introni, usarono la PCR per amplificare un frammento proveniente da cDNA di cervello fetale umano usando due primer localizzati nel primo e nel quarto esone, rispettivamente. Il risultante frammento lungo 270 paia di basi (bp) fu quindi sequenziato per intero, e le posizioni degli introni furono determinate in maniera precisa tramite comparazione con la sequenza genomica. I codoni di inizio e di stop per il gene della nestina umana furono trovati nelle stesse posizioni del gene del ratto, nelle regioni dove la somiglianza era molto alta. In base a questo assunto, il gene della nestina umana codifica per una proteina con 1618 amminoacidi, quindi 187 ammino acidi più corta della proteina del ratto.

## Espressione
La nestina è espressa in molti tipi di cellule durante lo sviluppo, anche se la sua espressione è di solito transitoria e non persiste nell'età adulta. Un esempio di espressione di nestina in un organismo adulto, e forse quello per cui la nestina è meglio conosciuta, sono i precursori neuronali della zona sottoventricolare (subventricular zone). La nestina è una proteina dei filamenti intermedi espressa nelle cellule in divisione durante gli stadi precoci di sviluppo nel sistema nervoso centrale (SNC), nel periferico (SNP), nei tessuti miogenici ed in altri tessuti. Raggiunto il differenziamento, la nestina viene downregolata ed è rimpiazzata dalle proteine dei filamenti intermedi tessuto-specifiche. Durante la neurogenesi e la gliogenesi, la nestina è rimpiazzata dai filamenti intermedi specifici del tipo cellulare, e.g. neurofilamenti e proteina acida fibrillare gliale (GFAP).
L'espressione di nestina viene reindotta nell'adulto in situazioni patologiche, come la formazione della cicatrice gliale dopo danno al SNC e durante la rigenerazione di tessuto muscolare danneggiato.

## Funzione
Anche se è utilizzata come un marcatore di cellule in migrazione e in proliferazione, si conosce molto poco della sua funzione e regolazione. In particolare, studi sulla distribuzione ed espressione di nestina in cellule mitoticamente attive indicano un ruolo complesso nella regolazione dell'assemblamento e disassemblamento dei filamenti intermedi che, assieme ad altre proteine strutturali, partecipano al rimodellamento della cellula. Il ruolo della nestina nelle cellule dinamiche, in particolare nell'organizzazione strutturale della cellula, sembra strettamente regolato dalla fosforilazione, specialmente la sua integrazione nei filamenti intermedi eterogenei assieme alla vimentina o alla alpha-internexin. Per di più, l'espressione della nestina è stata molto usata come marcatore per le cellule progenitrici del sistema nervoso centrale in diversi contesti, basandosi su osservazioni che indicano una correlazione in vivo tra espressione di nestina e questo tipo di cellule.

## Recenti scoperte
La nestina, una proteina che marca le cellule staminali neurali, è anche espressa nelle cellule staminali del follicolo e nella loro progenie differenziata. Il follicolo pilifero è una sorgente abbondante, e facilmente accessibile, di cellule staminali adulte pluripotenti in attiva crescita. La proteina verde fluorescente (green fluorescent protein o GFP), la cui espressione è guidata dall'elemento regolatore della nestina nei topi transgenici, serve per marcare le cellule staminali dei follicoli piliferi. Queste cellule possono differenziare in vitro in neuroni, glia, cheratinociti, cellule della muscolature liscia e melanociti. Quindi, le cellule staminali dei follicoli piliferi producono una sorgente, autologa, accessibile ed efficiente di cellule staminali per il trattamento del danno ai nervi periferici.
La nestina ha recentemente ricevuto attenzioni come marcatore per il riconoscimento delle cellule endoteliali neoformate. In uno studio, Teranishi et al. sono arrivati alla conclusione che la nestina è un nuovo marcatore angiogenico di cellule endoteliali proliferanti nel cancro colonrettale.

## Interazioni
La nestina interagisce con la chinasi 5 ciclina-dipendente.